# Dynamite (canción de Taio Cruz)
«Dynamite» —en español: ‘Dinamita’— es el cuarto sencillo del cantautor inglés Taio Cruz, de su segundo álbum de estudio Rokstarr. Fue escrita por Taio Cruz, Max Martin, Bonnie McKee y Dr. Luke, y producida por el último de estos y Benny Blanco para la versión internacional de Rokstarr. En el Reino Unido se publicó como el primer sencillo de su álbum recopilatorio The Rokstarr Collection. El 30 de mayo de 2010 fue publicado en los EE. UU. y en Canadá como su segundo sencillo y en el resto de Europa como el cuarto sencillo. La mezcla oficial cuenta con la participación de la nueva estrella del sello discográfico, Jennifer Lopez. "Dynamite" se convirtió en el segundo sencillo de Cruz en alcanzar el número 1 en las listas UK Singles Chart y Canadian Hot 100, además de las listas de Bélgica, Irlanda, Australia y Nueva Zelanda.
En 2013, McKee versionó «Dynamite» como parte de un popurrí con otros siete sencillos cocompuestos por ella: «Hold It Against Me» de Britney Spears, «C'Mon» de Kesha y «California Gurls», «Teenage Dream», «Last Friday Night (T.G.I.F.)», «Part of Me» y «Wide Awake» de Katy Perry.

## Trasfondo y lanzamiento
La canción salió al mercado británico el 23 de agosto de 2010. Según la revista Rap Up, Cruz ha grabado una remezcla oficial de la canción con su colega del sello discográfico Jennifer Lopez. Según Cruz "La canción 'Dynamite' trata sobre cuando vas al club, cuando vas a una fiesta y cuando sales... te tienes que sentir como, 'Voy a explotar.'"

## Crítica
La canción ha recibido críticas mixtas o bien positivas de los críticos de música contemporánea. A la hora de opinar sobre "Rokstarr", Jon Caramanica del The New York Times su balance fue mixto, diciendo que tiene "una letra insulsa para navegar (“Hit the floor cause that’s my plans plans plans plans/I’m wearing all my favorite brands brands brands brands,”), pero sin perturbar tu estado de ánimo, que es empático y raras veces sensual". Nick Levine de Digital Spy concedió a la canción 4 estrellas de un máximo de 5, otorgando una crítica positiva: "una adecuado vehículo de club de eurohouse en el fondo se trata de un petardo barato, con gusto y enteramente satisfactorio".

## Resultados en las listas
"Dynamite" debutó en el puesto 26 de la Billboard Hot 100 y en el 13 en la lista de descargas digitales vendiendo 83.000 copias en la primera semana. El sencillo alcanzó el número 14 en la semana que finalizó el 10 de julio de 2010, y en la del 21 de agosto de 2010 escaló hasta el segundo puesto, lo que le otorgó a Taio Cruz su segundo top 3 en los EE. UU. También fue el segundo sencillo número 1 consecutivo en la lista Hot Dance Club Songs en su edición 21 de agosto de 2010. A finales del año 2010, "Dynamite" ya había vendido más de 4 millones de copias digitales en las los Estados Unidos, lo que convierte esta canción en la más vendida de Cruz. El sencillo debutó en la Canadian Hot 100 en el puesto 8 de la semana del 17 de junio de 2010, su segundo top 10 en el país. En la semana siguiente el sencillo cayó hasta el número 7, donde se mantuvo durante 4 semanas. En la semana del 18 de septiembre escaló hasta el primer puesto, su segundo número 1 en Canadá después de que "Break Your Heart" fuera número 1 durante 2 semanas en mayo de 2010. La canción se convirtió en el sencillo más vendido en Canadá en 2010 con unas ventas de 319.000 copias.
En las listas del 16 de agosto de 2010, "Dynamite" se puso al frente de la lista de sencillos de Nueva Zelanda alcanzando el oro con unas ventas de 7.500 unidades. La canción copó la Irish Singles Chart en su primera semana, convirtiéndose el primer número 1 del cantante, después de que 'Break Your Heart' alcanzara el segundo puesto. En el país natal de Cruz, el Reino Unido, "Dynamite" consiguió colocarse en el puesto 1 en la UK Singles Chart del 29 de agosto de 2010, su segundo número 1. Desbancó como número 1 a Green Light de Roll Deep y a su vez fue desbancado por el sencillo Please Don't Let Me Go de Olly Murs una semana más tarde.

## Vídeo musical
El 9 de julio de 2010 MTV mostró en primicia las primeras escenas del video. El video fue estrenado el 17 de julio de 2010. De acuerdo con MTV, Cruz "está a los mandos de una veloz motocicleta y para junto a una escuela donde comienza una fiesta de fuegos artificiales con mujeres a sus órdenes. Al final del vídeo se pone la luna y Cruz da un mediocre concierto con las mujeres mecánicas como público. Enseguida se produce una explosión detrás de la estrella, y poco después se sumerge en una ducha de chispas, la cual, según Cruz, es el escenario perfecto para la canción". Según Cruz su inspiración le llegó de "querer hacer cosas con la moto", dado que en sus últimos vídeos echó mano de botes y automóviles. "Así que me vais a ver gastar neumático en esta ocasión, ¡me lo pasé bomba!". Uno de los vehículos que se trajeron para el rodaje del vídeo fue un camión enorme que se utilizó en la película Universal Soldier. Con respecto al rodaje, Cruz dijo "Nunca había hecho un vídeo con tantos complementos. Hemos contado con los vehículos destrozados más increíbles."

## Actuaciones en vivo
Cruz interpretó la canción en directo por primera vez en Live with Regis & Kelly el 9 de junio de 2010. Más tarde, también actuó en Jimmy Kimmel Live el 10 de junio de 2010, T4 On The Beach., America's Got Talent, el 23 de agosto de 2010 en GMTV, el 9 de noviembre de 2010 en Dancing with the Stars (serie de televisión de los Estados Unidos) y el 31 de diciembre de 2010 actuó en la Nochevieja en el show Dick Clark's New Year's Rockin' Eve con Ryan Seacrest.

## Lista de canciones
- CD sencillo[19] and Descarga digital[20]

1. "Dynamite" (Original Mix) – 3:24
2. "Dynamite" (Ralphi Rosario Club Remix) – 8:03
3. "Dynamite" (Mixin Marc Club Remix) – 5:34
4. "Dynamite" (StoneBridge Club Remix) – 7:20

- CD sencillo[21]

1. "Dynamite" – 3:24
2. "Dynamite" (Mixin Marc Radio Mix) – 3:34

1. "Dynamite" (Ralphi Rosario Club Remix) – 8:03
2. "Dynamite" (Mixin Marc Club Remix) – 5:34
3. "Dynamite" (Stonebridge Club Remix) – 7:20

## Posicionamiento en listas y certificaciones
| Listas (2010–2011)                    | Máxima posición |
| ------------------------------------- | --------------- |
| Alemania (Offizielle Deutsche Charts) | 3               |
| Alemania (German Airplay Chart)       | 7               |
| Australia (ARIA)                      | 1               |
| Austria (Ö3 Austria Top 40)           | 2               |
| Bélgica (Flandes) (Ultratop 50)       | 6               |
| Bélgica (Valonia) (Ultratop 50)       | 1               |
| Canadá (Canadian Hot 100)             | 1               |
| Dinamarca (Tracklisten)               | 12              |
| Eslovaquia (Rádio Top 100)            | 2               |
| España (Top 100 Canciones)            | 22              |
| Estados Unidos (Billboard Hot 100)    | 2               |
| Estados Unidos (Hot Dance Club Songs) | 1               |
| Estados Unidos (Mainstream Top 40)    | 1               |
| Estados Unidos (Adult Contemporary)   | 15              |
| European Hot 100                      | 3               |
| Finlandia (OFC)                       | 7               |
| Francia (SNEP)                        | 5               |
| Hungría (Rádiós Top 40)               | 9               |
| Irlanda (IRMA)                        | 1               |
| Nueva Zelanda (Recorded Music NZ)     | 1               |
| Noruega (VG-lista)                    | 4               |
| Países Bajos (Dutch Top 40)           | 3               |
| Polonia (Airplay Chart)               | 5               |
| Polonia (Dance Top 50)                | 31              |
| Reino Unido (UK R&B Chart)            | 1               |
| Reino Unido (UK Singles Chart)        | 1               |
| República Checa (Rádio Top 100)       | 5               |
| Suecia (Sverigetopplistan)            | 9               |
| Suiza (Schweizer Hitparade)           | 3               |

| País           | Lista (2010)                  | Posición | Ref.   |
| -------------- | ----------------------------- | -------- | ------ |
| Australia      | Australian Singles Chart      | 3        | [ 51 ] |
| Alemania       | Dutch Singles Chart           | 48       | [ 52 ] |
| Europa         | European Hot 100 Singles      | 20       | [ 53 ] |
| Canadá         | Canadian Hot 100              | 4        | [ 54 ] |
| Alemania       | Media Control AG              | 22       | [ 55 ] |
| Reino Unido    | The Official Charts Company   | 17       | [ 56 ] |
| Estados Unidos | Billboard Hot 100             | 9        | [ 57 ] |
| Estados Unidos | Billboard Hot Dance Club Play | 15       | [ 58 ] |

| País           | Lista (2011)      | Posición | Ref.   |
| -------------- | ----------------- | -------- | ------ |
| Estados Unidos | Billboard Hot 100 | 44       | [ 59 ] |

| País           | Lista             | Organismo certificador | Ref.   |
| -------------- | ----------------- | ---------------------- | ------ |
| Australia      | ARIA              | 5× Platino             | [ 60 ] |
| Austria        | IFPI              | Platino                | [ 61 ] |
| Dinamarca      | IFPI              | Oro                    | [ 62 ] |
| Alemania       |                   | Oro                    | [ 63 ] |
| Nueva Zelanda  | Radioscope        | Platino                | [ 64 ] |
| Suecia         | Sverigetopplistan | Platino                | [ 65 ] |
| Suiza          | Swisscharts       | Oro                    | [ 66 ] |
| Estados Unidos | RIAA              | 5× Platino             | [ 67 ] |

## Radio y cronología de su lanzamiento

### Radio
| Región         | Fecha               | Formato     | Ref.   |
| -------------- | ------------------- | ----------- | ------ |
| Estados Unidos | 1 de junio de 2010  | Top 40      | [ 68 ] |
| Reino Unido    | 16 de julio de 2010 | Urban radio | [ 69 ] |

### Fecha de lanzamiento
| Región       | Fecha                | Formato          | Sello           | Ref.   |
| ------------ | -------------------- | ---------------- | --------------- | ------ |
| Alemania     | 30 de julio de 2010  | Descarga digital | Universal Music | [ 70 ] |
| Italia       | 30 de julio de 2010  | Descarga digital | Universal Music | [ 71 ] |
| Suiza        | 30 de julio de 2010  | Descarga digital | Universal Music | [ 72 ] |
| Países Bajos | 6 de agosto de 2010  | Descarga digital | Universal Music | [ 73 ] |
| Alemania     | 20 de agosto de 2010 | Sencillo en CD   | Universal Music | [ 74 ] |
| Reino Unido  | 23 de agosto de 2010 | Descarga digital | Island Records  | [ 2 ]  |
| Reino Unido  | 24 de agosto de 2010 | Sencillo en CD   | Island Records  | [ 75 ] |

## Personal
Algunas de las personas que han participado en la elaboración del sencillo
- Escritores de la canción – Lukasz Gottwald, Max Martin, Benjamin Levin, Bonnie McKee, Taio Cruz
- Producción, baterías, teclados y programación – Dr. Luke, Benny Blanco
- Ingeniería – Emily Wright
- Asistencia de grabación – Tatiana Gottwald
- Coordinación de la producción – Irene Ricther, Vanessa Silberman, Megan Dennis
- Mezcla – Serban Ghenea
- Ingeniería de mezcla – John Hanes
- Asistente de ingeniería de mezcla  – Tim Roberts
- Voz, programación e instrumentación adicional  – Taio Cruz
- Masterización – Tom Coyne

## Sucesiones
| Predecesor: "Green Light" por Roll Deep | Número 1 de UK Singles Chart 29 de agosto de 2010 – 4 de septiembre de 2010 | Sucesor: "Please Don't Let Me Go" por Olly Murs |